# Volcano (Edie Brickell)
Volcano è il secondo album in studio da solista della cantautrice statunitense Edie Brickell, pubblicato nel 2003.

## Tracce
1. Rush Around – 3:33
2. Oo La La – 3:57
3. I'd Be Surprised – 2:43
4. Songs We Used to Sing – 4:51
5. Once in a Blue Moon – 4:22
6. Volcano – 4:41
7. More Than Friends – 4:36
8. The Messenger – 3:23
9. The One Who Went Away – 3:35
10. Take a Walk – 4:20
11. Not Saying Goodbye – 4:19
12. Came a Long Way – 5:32
13. What Would You Do – 4:49

## Formazione
- Edie Brickell – chitarre, voce, cori
- Carter Albrecht – clarinetto, piano, tastiera, vibrafono
- Andy Fairweather-Low – chitarre
- Steve Gadd – percussioni, batteria
- Tony Garnier – contrabbasso
- Pino Palladino – basso
- George Recile – batteria
- Charlie Sexton – chitarre, violino, violoncello, tastiera, viola, cori, mellotron, lap steel guitar